# Acanthops bidens
Espèce
Acanthops bidens est une espèce d'insectes, de  l'ordre des Mantodea, de la famille des Acanthopidae, de la sous-famille des Acanthopinae et de la tribu des Acanthopini.

## Dénomination
- Cette espèce a été décrite par Morgan Hebard en 1922.

## Répartition
Acanthops bidens se rencontre au Mexique.